# Карачун, Виктор Иосифович
Виктор Иосифович Карачун (12 августа 1968, Минск — 11 августа 2004, Хайльбронн) — советский и белорусский хоккеист, нападающий.

## Биография
Воспитанник СДЮШОР «Юность» Минск. В сезоне 1985/86 дебютировал в команде первой лиги «Динамо» Минск, с которой в 1988 году вышел в высшую лигу. В сезоне 1992/93 играл за динамо в МХЛ и за «Тивали» в чемпионате Белоруссии. Сезон 1993/94 провёл в команде 4 дивизиона Германии «Битигхайм-Биссинген», следующий — в польских клубах «Подхале» и «Сточнёвец». Затем выступал Германии за команды «Ландсберг» (1995/96), «Хайльброн» / «Хайльброннер Фалькен» (1997/98, 2001/02 — 2003/04), «Аугсбургер Пантер» (1997/98), «Нойвид» (1998/99), «Ревирлёвен Оберхаузен» (1999/2000), «Вильгельмсхафен-Штикхаузен» (2000/01).
В составе сборной Белоруссии участник Олимпийских игр 1998, чемпионатов мира в высшем дивизионе 1999—2001.
Был женат на чемпионке мира по художественной гимнастике Ирине Струнниковой.
Скончался от рака в 2004 году, не дожив одного дня до 36-летия.